# Хан, Брукли
Бру́кли Хан (англ. Brooklee Han; род. 6 июля 1995 года в Беверли, Массачусетс, США) — австралийская фигуристка, выступавшая в одиночном катании, бронзовая медалистка турнира серии «Челленджер» Alpen Trophy (2018), победительница Volvo Open Cup (2013) и Triglav Trophy (2017), чемпионка Австралии (2013) и пятикратный серебряный призёр чемпионатов Австралии (2012, 2014—2016, 2018).

## Карьера

### Ранние годы
Брукли Хан родилась в США в 1995 году. Рано начала заниматься фигурным катанием, однако больших результатов не достигала. По рекомендации своего тренера, бывшего австралийского парника Питера Кейна приняла решение выступать за родину своих родителей Австралию. 
В 2010 году она дебютировала в юниорской серии Гран-при. В начале марта 2011 года в Канныне на мировом чемпионате среди юниоров она сумела пройти в финальную часть чемпионата.

### Сезон 2011/2012
В следующий сезон фигуристка продолжила выступления, большого успеха она достигла на домашнем (австралийском) этапе юниорского Гран-при, где сумела войти в число восьми лучших. Фиаско последовало в Минске на мировом чемпионате среди юниоров, там Брукли не сумела пройти в произвольную программу. В этот же сезон она дебютировала среди взрослых фигуристов на международных соревнованиях на турнире в Есенице. 

### Сезон 2012/2013
На следующий сезон выступила на юниорских этапах Гран-при и на турнире Небельхорн. На дебютном национальном чемпионате она финишировала с серебряной медалью. В начале февраля 2013 года австралийка дебютировала на континентальном чемпионате в Колорадо-Спрингс, где выступила значительно лучше чемпионки страны Шантель Керри. Вскоре после этого она отправилась на юниорский мировой чемпионат в Милан, где финишировала в середине второй десятки. После этого австралийская федерация отправила Хан на мировой чемпионат в Канаду. Дебют был удачным, фигуристка вышла в финальную часть чемпионата.

### Сезон 2013/2014: Олимпиада в Сочи
Олимпийский сезон она начала вновь на юниорских этапах Гран-при, где выступила не совсем удачно. Однако на турнире Небельхорн она уверенно прошла квалификацию на Олимпийские игры. В ноябре ей удалось выиграть в Риге Кубок Вольво. На национальном чемпионате она впервые стала чемпионкой.
В феврале 2014 года представляла Австралию на зимних Олимпийских играх в Сочи. Заняла там 20 место. Сразу после этого она отправилась в Тайбэй на чемпионат четырёх континентов, где финишировала на пятнадцатом месте. На мировом чемпионате в Сайтаме её выступление было удачным, она финишировала в числе двадцати лучших в мире.

### Сезон 2014/2015
После олимпийский сезон одиночница из Австралии начала на этапах серии «Челленджер» в Германии на турнире Небельхорн, где финишировала четвёртой и в США, где была шестой. В конце октября она дебютировала на американском этапе Гран-при в Чикаго, где финишировала предпоследней. В итоге она оказалась единственным представителем зелёного континента на этапах Гран-при. Через неделю она выступала на канадском этапе в Келоуне, где была в середине турнирной таблицы. В то же время ей не удалось подтвердить звание чемпионки страны. На континентальном чемпионате в феврале 2015 года в Сеуле её выступление было не самым удачным, она финишировала в конце турнирной таблицы. В конце марта в Шанхае она провалила мировой чемпионат, где была последней.

### Сезон 2015/2016
В следующий сезон фигуристка выступала на этапах «Челленджер» Небельхорн, в Болгарии и США. Также она приняла участие на одном этапе Гран-при во Франции однако в связи с терактом в Париже во время футбольного матча, случившееся незадолго после окончания коротких программ, день произвольных программ был отменён. Во второй год подряд она единственная была на Гран-при от австралийского континента. 
На национальном чемпионате она вновь финишировала второй. В феврале 2016 года на континентальном чемпионате в Тайбэе она финишировала в середине второй двадцатки.

### Сезон 2016/2017
Новый предолимпийский сезон австралийская фигуристка начала как обычно в Оберсдорфе, на Небельхорне, однако на этот раз её выступление было не совсем успешным. Она финишировала в конце турнирной таблице. На национальном чемпионате в Мельбурне она вновь выиграла серебряную медаль. Далее на турнире «Челленджер» Золотой конёк Загреба она финишировала во второй десятке турнирной таблице, при этом улучшила все свои прежние спортивные достижения. В феврале 2017 года австралийка выступала в Канныне на континентальном чемпионате, где заняла место во второй десятке и при этом улучшила свои прежние спортивные достижения в сумме и произвольной программе. Завершила сезон в апреле на турнире в Словении, где была второй, однако после дисквалификации победителя — российской фигуристки Алины Соловьёвой ей было присуждено первое место.

### Сезон 2017/2018
В сентябре австралийская одиночница начала олимпийский сезон в Солт-Лейк-Сити, где на турнире U.S. International Figure Skating Classic она финишировала в середине десятке. Через неделю фигуристка выступала в Монреале, где на турнире Autumn Classic International она выступила увереннее и финишировала в середине десятке. Однако при этом она улучшила свои прежние достижения в сумме и короткой программе. В начале октября она появилась на соревнованиях в Эспоо, на Трофее Финляндии, где финишировала во десятке, при этом улучшила свои прежние достижения в сумме и произвольной программе. В ноябре она решила пропустить национальный чемпионат. В конце января 2018 года в Тайбэе на континентальном чемпионате она была лучшей фигуристкой с Зелёного континента. При этом финишировала в середине второй десятке. Однако австралийская федерация не отправила её на Олимпийские игры.
В июле 2019 года Брукли Хан объявила о завершении соревновательной карьеры.

## Спортивные результаты
| Соревнование                              | 10/11         | 11/12         | 12/13         | 13/14         | 14/15         | 15/16         | 16/17         | 17/18         | 18/19         |
| Международные                             | Международные | Международные | Международные | Международные | Международные | Международные | Международные | Международные | Международные |
| ----------------------------------------- | ------------- | ------------- | ------------- | ------------- | ------------- | ------------- | ------------- | ------------- | ------------- |
| Зимние Олимпийские игры                   |               |               |               | 20            |               |               |               |               |               |
| Чемпионаты мира                           |               |               | 21            | 19            | 35            |               |               |               |               |
| Чемпионаты четырёх континентов            |               |               | 12            | 14            | 17            | 17            | 14            | 14            |               |
| Этапы Гран-при: Trophée Éric Bompard      |               |               |               |               |               | 10            |               |               |               |
| Этапы Гран-при: Skate America             |               |               |               |               | 10            |               |               |               |               |
| Этапы Гран-при: Skate Canada              |               |               |               |               | 8             |               |               |               |               |
| Челленджеры. Alpen Trophy                 |               |               |               |               |               |               |               |               | 3             |
| Челленджеры. Autumn Classic               |               |               |               |               |               |               |               | 7             | 10            |
| Челленджеры. Denkova-Staviski Cup         |               |               |               |               |               | 6             |               |               |               |
| Челленджеры. Finlandia Trophy             |               |               |               |               |               |               |               | 8             |               |
| Челленджеры. Золотой конёк Загреба        |               |               |               |               |               |               | 11            |               |               |
| Челленджеры. Nebelhorn Trophy             |               |               |               |               | 4             | 7             | 11            |               | 9             |
| Челленджеры. U.S. International Classic   |               |               |               |               | 6             | 10            |               | 7             |               |
| Merano Cup                                |               |               | 3             |               |               |               |               |               |               |
| Nebelhorn Trophy                          |               |               | 8             | 5             |               |               |               |               |               |
| Reykjavik International Games             |               |               |               |               |               |               | 2             |               |               |
| Torun Cup                                 |               |               |               |               |               | 13            |               |               |               |
| Triglav Trophy                            |               | 6             |               |               |               |               | 1             |               |               |
| Volvo Open Cup                            |               |               |               | 1             |               |               | 13            |               |               |
| Международные среди юниоров               |               |               |               |               |               |               |               |               |               |
| Чемпионат мира среди юниоров              | 21            | 30            | 16            |               |               |               |               |               |               |
| Этапы юниорского гран-при. Австралия      |               | 8             |               |               |               |               |               |               |               |
| Этапы юниорского гран-при: Чехия          |               |               |               | 11            |               |               |               |               |               |
| Этапы юниорского гран-при: Германия       | 17            |               |               |               |               |               |               |               |               |
| Этапы юниорского гран-при: Италия         |               | 13            |               |               |               |               |               |               |               |
| Этапы юниорского гран-при: Мексика        |               |               |               | 8             |               |               |               |               |               |
| Этапы юниорского гран-при: Турция         |               |               | 12            |               |               |               |               |               |               |
| Этапы юниорского гран-при: Великобритания | 10            |               |               |               |               |               |               |               |               |
| Этапы юниорского гран-при: США            |               |               | 8             |               |               |               |               |               |               |
| Bavarian Open                             | 2             |               |               |               |               |               |               |               |               |
| Национальные                              |               |               |               |               |               |               |               |               |               |
| Чемпионаты Австралии                      |               |               | 2             | 1             | 2             | 2             | 2             |               | 2             |